# La Ruche (film, 2021, Basholli)
Pour les articles homonymes, voir La Ruche.
Ne doit pas être confondu avec La Ruche (film, 2021, Hermans).
Pour plus de détails, voir Fiche technique et Distribution.
La Ruche (Zgjoi) est un film kosovar réalisé par Blerta Basholli, sorti en 2021.

## Synopsis
La mari de Fahrije a disparu pendant la guerre du Kosovo. Tout en poursuivant l'activité d'apiculture de son mari, elle décide de se lancer dans la fabrication d'ajvar, en collaboration avec les femmes de son village. Pour cela, elle apprend à conduire, obtient qu'un supermarché vende leur production, mais se heurte à une société patriarcale.

## Fiche technique
Sauf indication contraire, les informations mentionnées dans cette section peuvent être confirmées par la base de données cinématographiques IMDb,  présente dans la section « Liens externes ».
- Titre : La Ruche
- Titre original : Zgjoi
- Titre anglais : Hive
- Réalisation et scénario : Blerta Basholli
- Musique : Julien Painot
- Photographie : Alex Bloom
- Montage : Félix Sandri et Enis Saraçi
- Production : Valon Bajgora, Agon Uka et Yll Uka
- Sociétés de production : AlbaSky Film, Alva Film, Black Cat Production, Ikone Studio et Industria Film
- Pays de production :  Kosovo,  Suisse,  Albanie et  Macédoine du Nord
- Genre : drame
- Durée : 84 minutes
- Dates de sortie :
  - États-Unis : 31 janvier 2021 (festival du film de Sundance)
  - France : 1er juin 2022

## Distribution
- Yllka Gashi : Fahrije
- Cun Lajci : Haxhi
- Aurita Agushi : Zamira
- Kumrije Hoxha : Nazmije
- Adriana Matoshi : Lume
- Molikë Maxhuni : Emine
- Blerta Ismaili : Edona
- Kaona Sylejmani : Zana
- Mal Noah Safqiu : Edon
- Xhejlane Terbunja : Melisa

## Accueil

### Critique
En France, le site Allociné recense une moyenne des critiques presse de 3,3/5.

## Distinctions
Le film marque l'histoire du festival du film de Sundance en remporté pour la première fois les trois prix de la catégorie internationale : meilleur film, prix de la mise en scène et prix du public.
Le film a également remporté l'Antigone d'or au festival du cinéma méditerranéen de Montpellier 2021,.